# Seth (serieskapare)
Seth, pseudonym för Gregory Gallant född 16 september 1962 i Clinton i Ontario, är en kanadensisk serieskapare. Han är mest känd för sin pågående serie Palooka-Ville (1991–) och den pseudosjälvbiografiska serieromanen It's a Good Life, If You Don't Weaken (1996, utsedd av The Comics Journal till en av 1900-talets bästa serier).
Seths eleganta tecknarstil har vissa retrodrag över sig och kännetecknas bland annat av de starka influenserna från klassiska serietecknare i tidskrifter som The New Yorker. Hans realistiska verk kan sägas vara präglade av nostalgi (en beteckning han stundtals tagit avstånd från, stundtals medgett) och relaterar ofta till händelser under första halvan av 1900-talet. Ett annat fokus ligger på de tecknade seriernas och skämtteckningarnas historia.
Förutom som serieskapare är han även verksam som bokformgivare och illustratör. Bland annat har han gjort illustrationer till Lemony Snickets barnböcker.
Seths böcker utges av det kanadensiska serieförlaget Drawn & Quarterly.